# Ctenogobius puncticeps
Ctenogobius puncticeps és una espècie de peix de la família dels gòbids i de l'ordre dels perciformes.

## Hàbitat
És un peix marí, de clima subtropical i demersal que viu fins als 80 m de fondària.

## Distribució geogràfica
Es troba a la Xina.

## Observacions
És inofensiu per als humans.